# Чехи (округ Нове Замки)
Чехи (словац. Čechy) — село, громада округу Нове Замки, Нітранський край. Кадастрова площа громади — 11.85 км². Протікає Брановський потік.
Населення 308 осіб (станом на 31 грудня 2019 року).

## Історія
Чехи згадуються 1419 року.

## Населення
| Рік:            | 1994. | 2004.   | 2014.   | 2024.    |
| --------------- | ----- | ------- | ------- | -------- |
| Кількість осіб: | 323   | 335     | 313     | 271      |
| Різниця:        |       | +3,71 % | -6,56 % | -13,41 % |

| Рік:            | 2023. | 2024.   |
| --------------- | ----- | ------- |
| Кількість осіб: | 274   | 271     |
| Різниця:        |       | -1,09 % |